# 오우치 히로사다
오우치 히로사다(일본어: 大内 弘貞 おおうち ひろさだ[*])는 일본 가마쿠라 시대 스오국(周防国)의 재청관인(在庁官人) ・ 오우치 씨(大内氏)의 제4대 당주이다.

## 생애
할아버지 미쓰모리는 가마쿠라 막부의 설립에 공헌하였고 스오 ・ 나가토(長門)에서 영지를 넓혔으나, 사이고쿠(西国)의 여느 무사들처럼 완전하게 막부의 통제를 받는 것은 아니었다. 그러나 히로사다는 막부의 고케닌(御家人)에 가까운 대우를 받았던 것으로 보이며 막부에 의한 간인 고쇼(閑院御所) 조영에도 가담하였다.
고안 4년(1281년)에 있었던 원나라의 제2차 일본 원정(고안의 역)에서는 막부의 명을 받아 부젠(豊前)으로 진출해 몽골의 침공에 대비하였다.
오우치 히로사다는 신앙심도 두터운 무장으로 후루오(古尾)에 있던 하치만구(八幡宮)를 나누어 스가와(須川)에 호쿠보 하치만구(北方八幡宮), 요시자와(吉沢)에 난보 하치만구(南方八幡宮)를 세웠다. 나아가 고겐(康元) 2년/쇼카(正嘉) 원년(1257년)에 고류지(興隆寺)에 종을 바치기도 했다. 분에이(文永) 3년(1266년) 미야노나카무라(宮野中村)의 구마노자카(熊坂)에 다이조지(大照寺)를 지었다. 오늘날 남아 전하고 있는 우다가타케 관세음보살(右田ヶ岳観世音菩薩)의 연기에 대해서도, 원나라의 제1차 일본 원정(분에이의 역)이 벌어졌던 분에이 11년(1274년) 히로사다가 꿈에서 본 것은 계기로 절을 짓고 관세음보살상을 거두어 날마다 공경하며 스오 국의 수호불로 받들었던 것이 시초였다. 그 외에 즈이운지(瑞雲寺, 야나이시柳井市) 등 스오 경내의 많은 사찰들의 건립에 관여하였다.

### 설명주
1. ↑  다른 문헌에는 제20대 당주로 기술된 것도 있다(御薗生翁甫 1980, p. 15).